# Březen 2021
Toto je archivovaný článek z portálu Aktuality.
1. března – pondělí
 Bývalý francouzský prezident Nicolas Sarkozy byl odsouzen za korupci a obchodování s vlivem. 
 Gymnázium Na Zatlance neobnovilo prezenční výuku, neboť Nejvyšší správní soud přiznal rozhodnutí Městského soudu v Praze odkladný účinek. 
 Do slovenských Košic dorazilo 200 tisíc dávek ruské vakcíny proti covidu-19 Sputnik V. 
 Ve věku 82 let zemřel skotský fotbalista Ian St John, který byl roku 2008 zařazen do Síně slávy skotského fotbalu. 
2. března – úterý
 V Pardubickém kraji byl vyhlášen stav hromadného postižení osob. Podle hejtmana Martina Netolického byla v kraji vyčerpána všechna lůžka intenzivní péče. 
 Ve věku 67 let zemřel bubeník a podnikatel Radim Pařízek. 
3. března – středa
 Tři nemocnice Středočeského kraje vyhlásily stav hromadného postižení osob. 
 OSN uvedla, že během protestů proti vojenskému převratu v Myanmaru zemřelo nejméně 38 lidí. 
4. března – čtvrtek
 Premiér Andrej Babiš potvrdil výměnu hlavní hygieničky Jarmily Rážové za ředitelku moravskoslezské krajské hygienické stanice Pavlu Svrčinovou od poloviny března. 
 Ve věku 85 let zemřela hudebnice Jana Šulcová. 
5. března – pátek
 Papež František zahájil čtyřdenní návštěvu Iráku. 
 Ve věku 82 let zemřel informatik, politik, poslanec a ministr obrany Vilém Holáň. 
6. března – sobota
 Česká filmová a televizní akademie na slavnostním ceremoniálu Českého lva 2020 předala ceny. Nejlepším celovečerním filmem se stal Šarlatán. 
7. března – neděle
 Série explozí výbušnin uskladněných na místní vojenské základně zničila část města Bata v Rovníkové Guineji. Bylo zabito nejméně 98 obyvatel města a dalších 600 bylo zraněno. 
8. března – pondělí
 Oslavy Mezinárodního dne žen se v Mexico City zvrhly v násilné protesty. 
9. března – úterý
 Americký prezident Joe Biden udělil dočasné povolení k pobytu občanům Venezuely, kteří uprchli před všeobecným rozvratem v jejich zemi. 
 Evropský parlament zbavil poslanecké imunity bývalého předsedu katalánské vlády Carlese Puigdemonta, který je ve Španělsku stíhán za vyhlášení referenda o nezávislosti Katalánska v roce 2017. 
 Ve věku 71 let zemřel český politik a lékař Jiří Ventruba. 
10. března – středa
 Městský soud v Praze vyhlásil úpadek letecké společnosti ČSA. 
 Ve věku 94 let zemřel Lou Ottens, vynálezce audiokazet. 

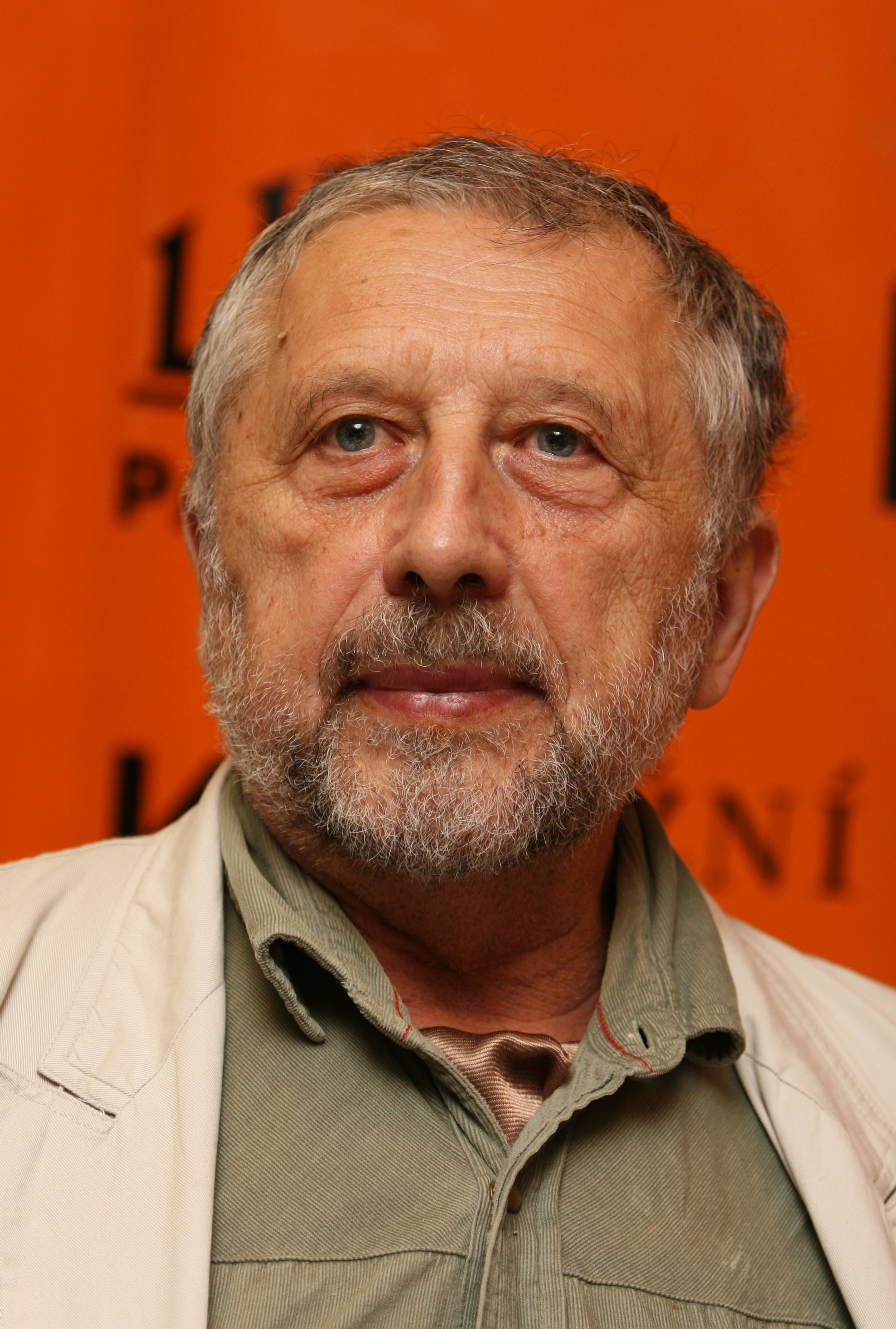
Jan Vodňanský

 Ve věku 79 let zemřel spisovatel a básník Jan Vodňanský (na obrázku). 
 Thomas Bach byl na další čtyřleté období zvolen do čela Mezinárodního olympijského výboru. 
11. března – čtvrtek
 Evropská komise schválila podmíněnou registraci vakcíny Ad26.COV2.S společnosti Johnson & Johnson. 
 Premiér Andrej Babiš otevřel úřadovnu českého velvyslanectví v Jeruzalémě. 
12. března – pátek
 Slovenská prezidentka Zuzana Čaputová přijala demisi ministra zdravotnictví Marka Krajčího. 
 Ve věku 73 let zemřela česká herečka a disidentka Eva Vidlařová. 
13. března – sobota
 Letadlo Antonov An-26 pohraniční stráže Kazachstánu havarovalo při přistání na Letišti Almaty, na palubě zahynuly čtyři osoby. 
14. března – neděle
 Český biatlonista Ondřej Moravec v Novém Městě na Moravě ukončil kariéru. 
15. března – pondělí
 Ve věku 77 let zemřel český hudebník Michal Polák na komplikace spojené s covidem-19 a dalšími vážnými zdravotními potížemi. 
16. března – úterý
 Podle Kongregace pro nauku víry nemá katolická církev pravomoc žehnat stejnopohlavním svazkům.
 Při střelbě nedaleko americké Atlanty zemřelo nejméně osm lidí. 
17. března – středa
 Ve věku 61 let zemřel úřadující prezident Tanzanie John Magufuli. 
 Ve věku 73 let zemřel francouzský herec a dabér Jacques Frantz, který hrál např. v Asterixi a Vikinzích či (K)lamači srdcí. 
20. března – sobota

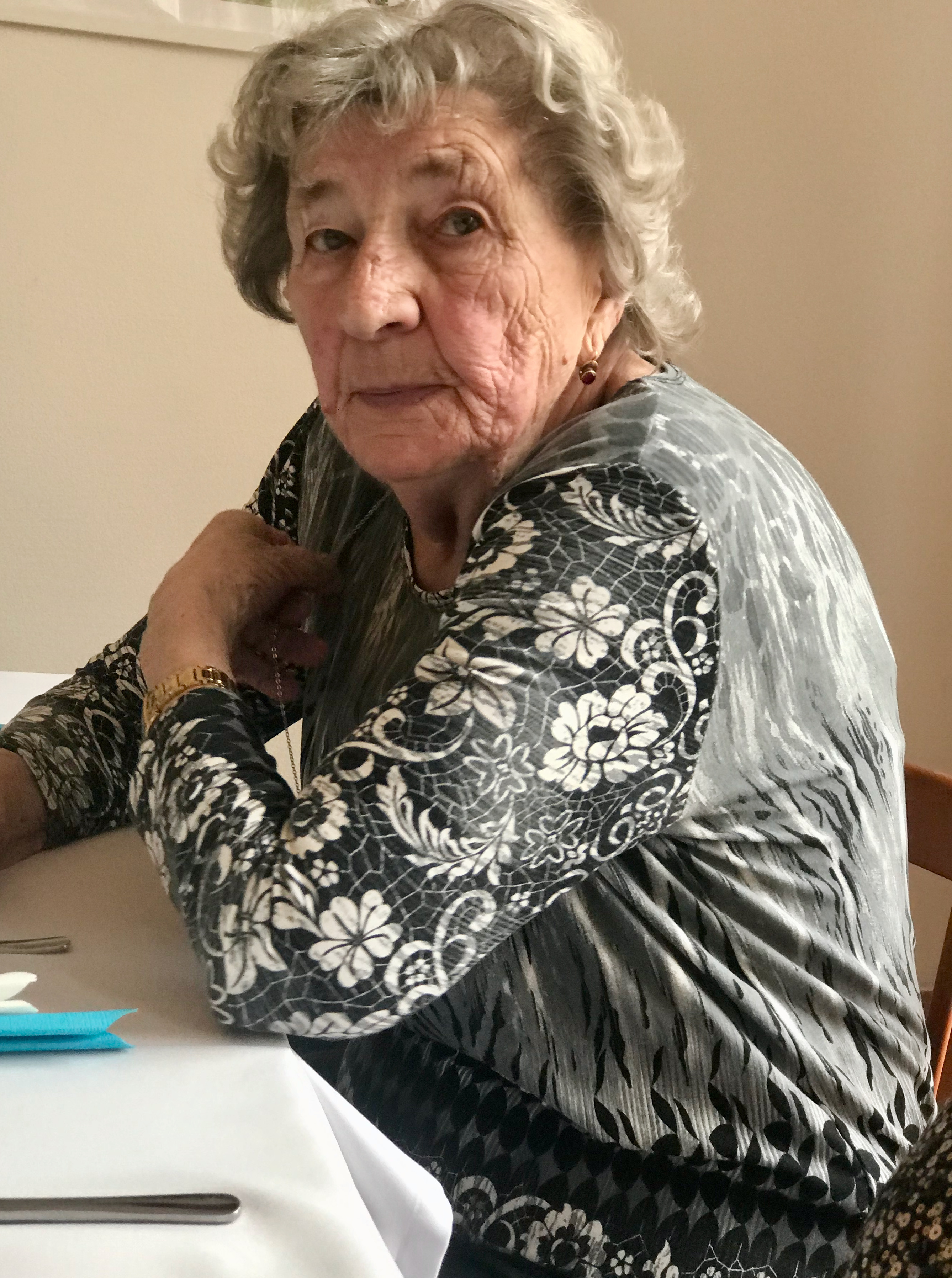
Marie Šupíková

 Výbuch sopky Fagradalsfjall na islandském poloostrově Reykjanes způsobil přerušení provozu mezinárodního letiště v Keflavíku. 
 Turecko odstoupilo od Istanbulské úmluvy proti násilí na ženách. 
21. března – neděle

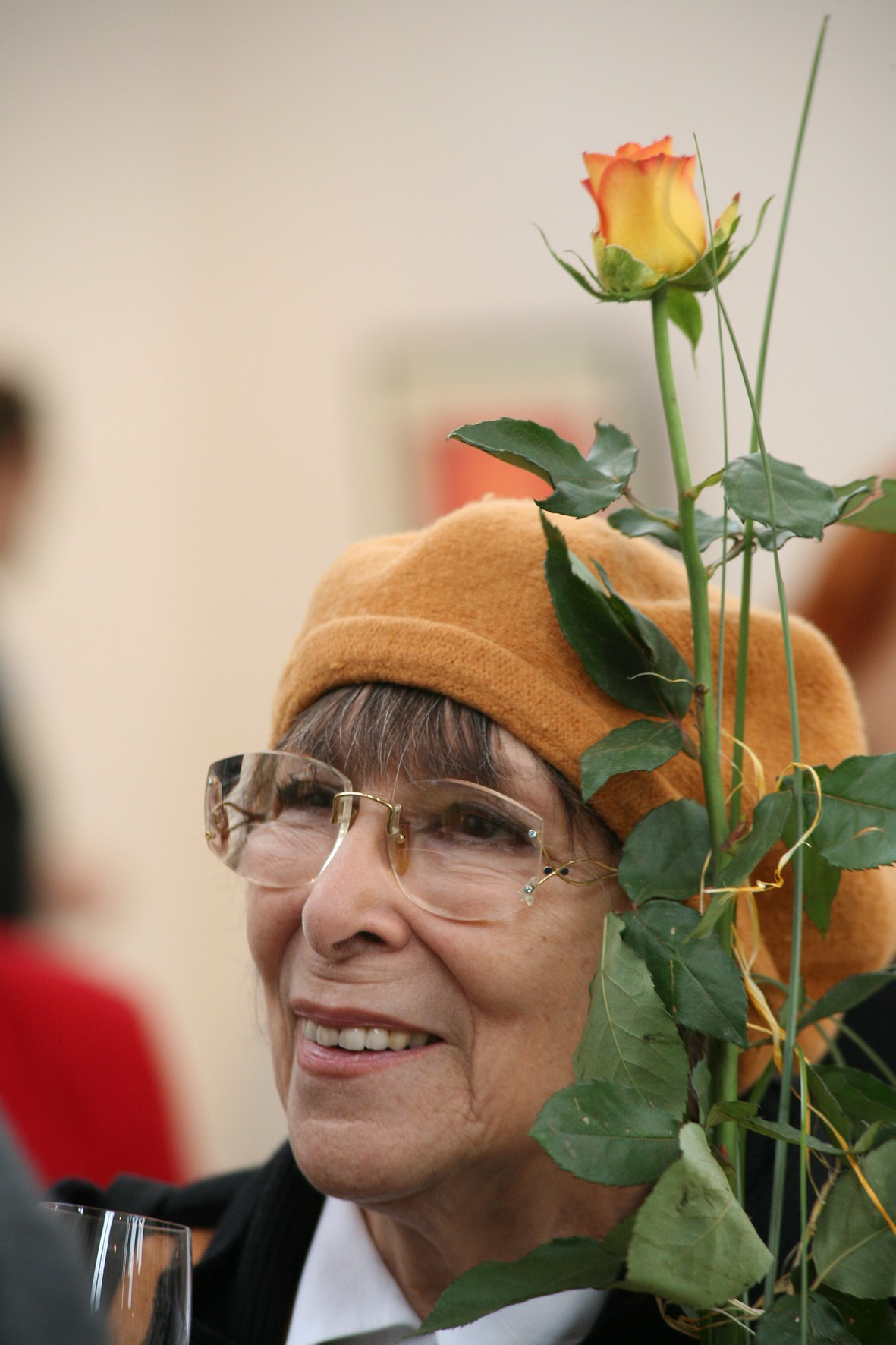
Hana Hegerová

 Tisíce lidí byly evakuovány kvůli povodni způsobené přívalovými dešti v australském státě Nový Jižní Wales. 
 Ve věku 88 let zemřela lidická žena Marie Šupíková (na obrázku). 
23. března – úterý
 Nejméně 15 lidí zemřelo a stovky dalších byly zraněny při požáru Rohinského uprchlického tábora poblíž města Cox's Bazar v Bangladéši. 
 Ve věku 89 let zemřela zpěvačka, herečka a československá šansoniérka Hana Hegerová (na obrázku). 
 Suezský průplav zablokovala v obou směrech kontejnerová loď Ever Given s panamskou registrací. 
24. března – středa
 Vládní krize na Slovensku: premiér Igor Matovič stále odmítá odstoupit, i když jeho vládu již opustilo několik ministrů z koaličních stran a k demisi jej vyzvala i prezidentka Zuzana Čaputová. 
26. března – pátek
 Poslanecká sněmovna schválila prodloužení nouzového stavu do 11. dubna. 
 Společnost Dominion Voting Systems zažalovala zpravodajskou stanici Fox News o 1,6 miliard dolarů, kvůli šíření pomluv o průběhu prezidetských voleb v roce 2020. 
 V Egyptě zahynulo přes třicet lidí při srážce vlaků. 
27. března – sobota
 Při leteckém neštěstí na Aljašce zemřel ve věku 56 let český podnikatel Petr Kellner spolu s dalšími čtyřmi lidmi. 
 Myanmarské letectvo provedlo sérii nočních náletů v Karenském státě. 
 Nejméně 91 lidí zemřelo během zatím nejkrvavějšího dne protestů proti vojenské juntě, která po únorovém puči převzala moc v Myanmaru. 
 V Česku začalo sčítání lidu, domů a bytů. 
29. března – pondělí
 Po šesti dnech se podařilo vyprostit uvázlou obří kontejnerovou loď Ever Given, která blokovala průjezd Suezským průplavem. 
30. března – úterý
 Vládní krize na Slovensku: Premiér Igor Matovič podal demisi, jako náhrada ve funkci byl pověřen dosavadní ministr financí Eduard Heger. 
 Japonsko zaznamenalo nejranější rozkvět sakur od roku 812, kdy se o tomto jevu začaly vést písemné záznamy. 